# Płatawa (obwód kurski)
Płatawa (ros. Платава) – wieś (ros. деревня, trb. dieriewnia) w zachodniej Rosji, w sielsowiecie płatawskim rejonu konyszowskiego w obwodzie kurskim.

## Geografia
Miejscowość położona jest nad Płatawką (lewy dopływ Swapy), 3 km od centrum administracyjnego sielsowietu (Kaszara), 12 km na południowy zachód od centrum administracyjnego rejonu (Konyszowka), 74 km na zachód od Kurska.
We wsi znajdują się 173 posesje.
Klimat
Miejscowość, jak i cały rejon, znajduje się w strefie klimatu kontynentalnego z łagodnym ciepłym latem i równomiernie rozłożonymi opadami rocznymi (Dfb w klasyfikacji klimatów Köppena).

## Demografia
W 2010 r. wieś zamieszkiwało 145 osób.